# Obuchowo (Kaliningrad)
Obuchowo (russisch Обухово, deutsch Lixeiden) ist ein Ort in der russischen Oblast Kaliningrad. Er gehört zur kommunalen Selbstverwaltungseinheit Stadtkreis Selenogradsk im Rajon Selenogradsk.

## Geographische Lage
Obuchowo liegt 29 Kilometer nordwestlich der Oblasthauptstadt Kaliningrad (Königsberg) und ist zu erreichen über die Siedlung Alexandrowka (Posselau) an der Kommunalstraße 27K-159 von Pionerski (Neukuhren) nach Swetlogorsk-Juschny (Alexwangen). Die Südgrenze des Ortes bildet der neu gebaute Primorskoje Kolzo (Küstenautobahnring). Bis 1945 war der damals Lixeiden genannte Ort Bahnstation an der Samlandbahn.

## Geschichte
Das ehemalige Lixeiden wurde 1405 gegründet und bestand vor 1945 aus ein paar großen Höfen. Im Jahre 1874 wurde die Landgemeinde in den neu errichteten Amtsbezirk Neukuhren, der zum Landkreis Fischhausen, von 1939 bis 1945 zum Landkreis Samland im Regierungsbezirk Königsberg der preußischen Provinz Ostpreußen gehörte. Im Jahre 1910 zählte Lixeiden 45 Einwohner.
Am 17. Oktober 1928 schloss sich Lixeiden mit den Nachbargemeinden Schlakalken (russisch: Jaroslawskoje, heute nicht mehr existent) und Tenkieten (Ljotnoje) zur neuen Landgemeinde Schlakalken zusammen.
Als Kriegsfolge kam Lixeiden innerhalb des nördlichen Ostpreußens im Jahre 1945 zur Sowjetunion. Im Jahr 1950 erhielt der Ort den russischen Namen Obuchowo und wurde gleichzeitig dem Dorfsowjet Romanowski selski Sowet im Rajon Primorsk zugeordnet. Von 2005 bis 2015 gehörte Obuchowo zur Landgemeinde Kowrowskoje selskoje posselenije und seither zum Stadtkreis Selenogradsk.

## Kirche
Lixeiden war aufgrund seiner mehrheitlich evangelischen Bevölkerung vor 1945 in das Kirchspiel der Pfarrkirche in Sankt Lorenz (heute russisch: Salskoje) eingegliedert. Es gehörte zum Kirchenkreis Fischhausen (Primorsk) innerhalb der Kirchenprovinz Ostpreußen der Kirche der Altpreußischen Union. Heute liegt Obuchowo im Einzugsbereich der in den 1990er Jahren neu entstandenen evangelisch-lutherischen Gemeinde in der Kreisstadt Selenogradsk (Cranz), einer Filialgemeinde der Auferstehungskirche in Kaliningrad (Königsberg) in der Propstei Kaliningrad der Evangelisch-lutherischen Kirche Europäisches Russland.